# Antoni Subirà i Claus
Antoni Subirà i Claus (Mataró, 19 de febrer de 1940 - Premià de Mar, 7 de gener de 2018) fou un polític català, conseller de la Generalitat de Catalunya i diputat al Parlament de Catalunya en les quatre primeres legislatures.

## Biografia
Doctorat per l'Escola Tècnica Superior d'Enginyers Industrials de Terrassa (ETSEIT) el 1962, obtingué el títol de màster en ciències al Massachusetts Institute of Technology de Cambridge el 1965.
Va ser president del consell d'administració del diari Avui (1979-1988). Fou un dels fundadors i membre del consell nacional de Convergència Democràtica de Catalunya amb Miquel Roca i Junyent i Jordi Pujol. Fou elegit diputat per CiU al Parlament de Catalunya a les eleccions de 1980 i 1984 i portaveu del grup parlamentari de CiU al Parlament de 1982 a 1989.
El 1989 fou nomenat conseller d'Indústria i Energia, càrrec que deixà el 1996 per fer-se càrrec del Departament d'Indústria, Comerç i Turisme, càrrec que ocuparà fins al 2002. Impulsà la internacionalització del sistema productiu català i nombroses infraestructures tecnològiques avançades de servei als diferents sectors. Va ser el conseller més longeu dels 23 anys de governs de Jordi Pujol.
Fou professor d'administració d'empresa a l'IESE des del 1965 i consultor d'empreses com Cepsa, Nestlé, IBM, i ACESA. Fou membre del consell assessor de la Fundació Centre d'Estudis Jordi Pujol. Vocal del patronat de la Fundació Enciclopèdia Catalana des del 8 de juliol de 2010, el gener de 2016 en va assumir la tasca de direcció, càrrec que va mantenir fins al seu traspàs.
Després del seu adeu a la política, va reprendre la seva tasca de docent.
Va ser l'impulsor de nombrosos consells: COPCA, Institut Català de Consum, Institut Català de Tecnologia, Turisme de Catalunya, Catalana d'Iniciatives, ICEX i Fira Internacional de Barcelona.

## Obres
- Present i futur de l'economia catalana (1999)
- La internacionalització de la indústria catalana (2002)
- Polítiques per a la competitivitat. Una experiència de govern (2007)